# 科利巴希鄉 (久爾久縣)
44°12′N 26°11′E / 44.200°N 26.183°E
科利巴希鄉（羅馬尼亞語：Comuna Colibași, Giurgiu），是羅馬尼亞的鄉份，位於該國南部，由久爾久縣負責管轄，面積28平方公里，海拔高度48米，2007年人口3,570，人口密度每平方公里126人。